# Freie Wirtschaftszone Panevėžys
Die Freie Wirtschaftszone Panevėžys (lit. Panevėžio laisvoji ekonominė zona) ist ein räumlich abgegrenztes geographisches Gebiet von 46,95 ha in Litauen, für das rechtliche und administrative Erleichterungen für Investoren bestehen (Sonderwirtschaftszone). Sie ist 82 km vom Flughafen Šiauliai, 135 km vom Flughafen Vilnius, 115 km vom Flughafen Kaunas und
240 km vom Flughafen Palanga entfernt. Die Zone wurde März 2012 per Gesetz (Panevėžio laisvosios ekonominės zonos įstatymas)  in Panevėžys errichtet.
Sie bietet Steueranreize für Produktion, Lagerung und andere Tätigkeitsgebiete.

## Leitung
- Direktor: Rokas Krivonis